# لوئیس جین هیت
لوئیس جین هیت (انگلیسی: Louis Jean Heydt؛ ۱۷ آوریل ۱۹۰۳ – ۲۹ ژانویهٔ ۱۹۶۰) هنرپیشه و روزنامه‌نگار اهل کشور ایالات متحده آمریکا بود.

## قسمتی از فیلم‌شناسی
- بر باد رفته
- آبه لینکلن در ایلینوی
- مک‌گینتی بزرگ
- به اصطبل بیا
- خواب ابدی
- نشان عقاب
- پرواز آزمایشی
- الهه‌های انتقام
- راهی به فردا ساختن
- پسری از اکلاهما